# Los Alamos, New Mexico
Los Alamos (tiếng Tây Ban Nha: Los Álamos), được thành lập năm 1968, là thành phố quận lỵ của Quận Los Alamos, trung tâm tiểu bang New Mexico, Hoa Kỳ, trên Cao nguyên Pajarito nhìn ra Thung lũng Río Grande. Chủ yếu là một trung tâm nghiên cứu, thành phố là nới có Phòng thí nghiệm quốc gia Los Alamos. Los Alamos cũng là một nơi có một trường cao đẳng, Bảo tàng Khoa học Bradbury và Trung tâm Nghệ thuật Fuller Lodge trong đó bao gồm Bảo tàng Lịch sử Los Alamos, một trung tâm nghệ thuật và một cơ sở nghệ thuật biểu diễn. Tượng đài Quốc gia Bandelier và Tượng đài Bang Jemez cả hai đều mô tả nổi bật các tàn tích của Pueblo thổ dân châu Mỹ gần đó.
Trong thời kỳ Chiến tranh Thế giới thứ 2, địa điểm này đã được chính phủ Mỹ lựa chọn làm nơi nghiên cứu vũ khí nguyên tử và quả bom nguyên tử đầu tiên đã được phát triển ở đây. Cộng đồng dân cư tiếp theo đó đã được dưới sự kiểm soát của Ủy ban Năng lượng Nguyên tử từ 1947 cho đến 1962, khi khu vực này được tự quản, trong thời kỳ này quả bom H đã được thiết kế ở đây. Tên thành phố đặt theo tiếng Tây Ban Nha có nghĩa là "những cây bạch dương". Dân số năm 1980 là 11.039 người, năm 1990 là 11.455 người và năm 2003 là 18.802 người.